# 旋角大羚羊属
旋角大羚羊属（学名：Taurotragus）也稱巨羚、大角斑羚或非洲林羚，有時也被稱為伊蘭羚或伊蘭羚羊（Elands），是偶蹄目牛科羚羊亞科的一属，也是最大型的羚羊。分布于非洲撒哈拉沙漠以南地區的热带草原，有兩個物種，分別是德氏大羚羊（Taurotragus derbianus）以及大羚羊（Taurotragus oryx）。